# Udanoceratops
Udanoceratops (Udanoceratops tschizhovi) to średniej wielkości ceratops, który żył pod koniec kredy (kampan) na terenach Udan-Sayr (Mongolia).

## Etymologia
Nazwa Udanoceratops pochodzi od greckich słów udaan - długa, kerat - róg i ops - twarz. Można ją jednak tłumaczyć na dwa sposoby: jako "długą rogatą twarz" bądź "rogatą twarz z Udan-Sayr (regionu gdzie odnaleziono szczątki tego dinozaura).

## Budowa
Udanoceratops jest znany z pojedynczej, dobrze zachowanej czaszki o długości 60 cm. Jak wynika z jej rozmiarów mógł on osiągać ok. 4 metrów długość, co czyni go największym ceratopsem nie należącym do Ceratopsoidea, a więc tym samym największym leptoceratopsem. Nad nozdrzami znajdował się niewielki róg, a z tyłu czaszki było widać słabo rozwiniętą kryzę. Podobnie jak wszystkie ceratopsy posiadał ostry, papuzi dziób, który świetnie nadawał się do zrywania roślinności. Udanoceratops najprawdopodobniej żywił się dominującymi w mezozoiku sagowcami i paprociami oraz gałęziami drzew iglastych. Raczej nie włączał do swej diety roślin kwiatowych, gdyż w jego czasach ich zasięg biogeograficzny był dość ograniczony.  Kość rostralna jest wąska i wysoka, a żuchwa masywna i niska.

## Klasyfikacja
Udanoceratops był przedstawicielem leptoceratopsów (Leptoceratopsidae) - grupy neoceratopsów znanych z późnej (i wczesnej ?) kredy Ameryki Północnej, Azji oraz być może Australii. Jego najbliższym krewnym jest Leptoceratops, a nieco dalszymi pozostałe leptoceratopsy, mianowicie Cerasinops, Prenoceratops oraz być może Montanoceratops, Serendipaceratops, Bainoceratops. 

czaszka udanoceratopsa
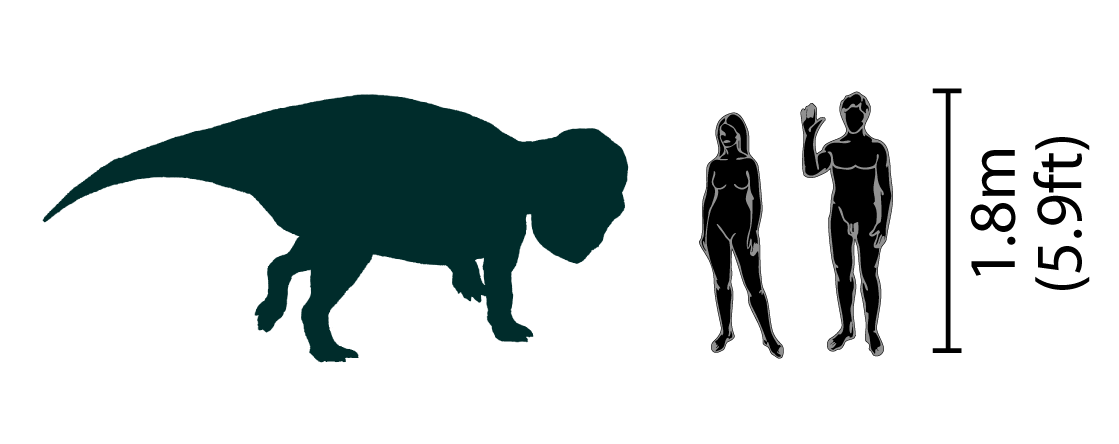
porównanie rozmiarów człowieka i udanoceratopsa
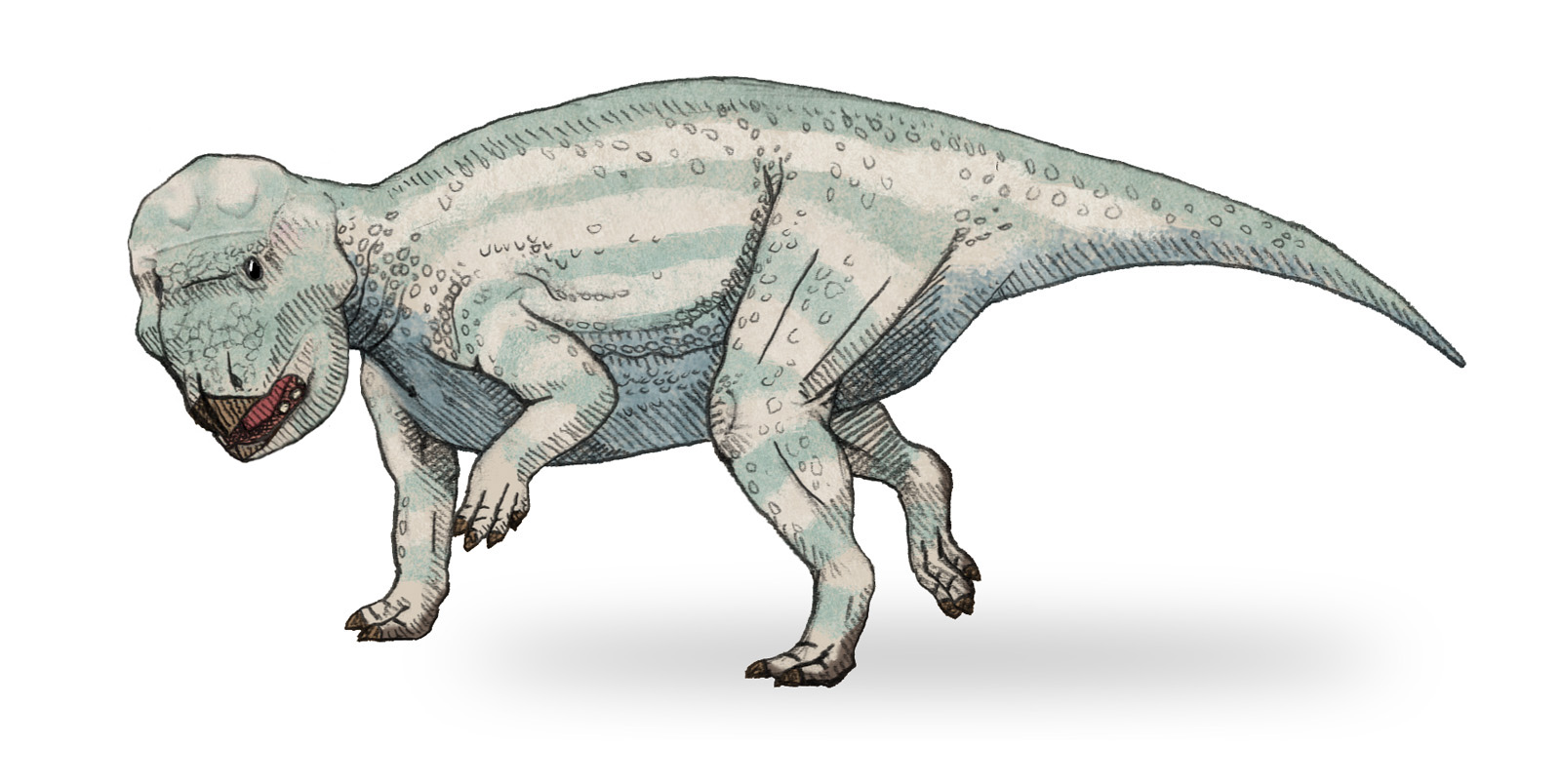